# Танковая дивизия Королевской итальянской армии
Танковая дивизия (итал. Divisione corazzata) — комбинированное армейское соединение Королевской итальянской армии (Regio Esercito Italiano), включавшее в себя: мотоциклетные и моторизированные батальоны, смешанные саперные роты, бронеартиллерийские и артиллерийские полки и другие вспомогательные подразделения.

## История формирований
Формирования отдельных бронетанковых дивизий в Италии началось лишь в самом конце 1930-х годов. До этого момента бронетехника традиционно придавалась кавалерийским формированиям. В 1939 году были созданы сразу три дивизии: 131-я танковая дивизия «Чентауро» со штаб-квартирой в Сиене, 132-я танковая дивизия «Ариете» (самая первая), штаб-квартира в Милане и 133-я танковая дивизия «Литторио». 131-я и 132-я создавались на базе ранее созданных двух бронетанковых бригад, а 133-я на базе пехотной дивизии «Литторио». В 1942-43 годах были сформированы ещё две дивизии: 134-я «Фреччия» (формально так и не стала танковой, оставшись лишь мобильной) и 135-я бронекавалерийская «Ариете II» (созданная взамен уничтоженной 132-й «Ариете»). Отдельно в 1943 году была создана также и 1-я особая бронетанковая дивизия «М» (чернорубашечников), позже переименованная в 136-ю «Чентауро II».
| Эмблема | Оригинал названия                      | Название по-русски                  | Дата формирования   | Дата расформирования  | Причина расформирования |
| ------- | -------------------------------------- | ----------------------------------- | ------------------- | --------------------- | --- |
|         | 131ª Divisione corazzata «Centauro»    | 131-я танковая дивизия «Центавр»    | 20 апреля 1939 года | апрель 1943 года      | Фактически уничтожена во втором сражении при Эль-Аламейне, остатки дивизии капитулировали в Тунисе в мае 1943 года. |
|         | 132ª Divisione corazzata «Ariete»      | 132-я танковая дивизия «Ариете»     | 1 февраля 1939 года | 21 ноября 1942 года   | Уничтожена во втором сражении при Эль-Аламейне. |
|         | 133ª Divisione corazzata «Littorio»    | 133-я танковая дивизия «Ликтор»     | 6 ноября 1939 года  | ноябрь 1942 года      | Уничтожена во втором сражении при Эль-Аламейне. |
|         | 134ª Divisione corazzata «Freccia»     | 134-я танковая дивизия «Стрела»     | май 1942 года       | июнь 1943 года        | Планировалась к созданию на базе 2-й кавалерийской дивизии "Эмануэле Филиберто Теста ди Ферро", но так и не была сформирована. |
|         | 135ª Divisione corazzata «Ariete II»   | 135-я танковая дивизия «Ариете II»  | 1 мая 1943 года     | 12 сентября 1943 года | Разоружена немецкими оккупантами 12 сентября 1943 года и фактически прекратила существование. |
|         | 136ª Divisione Corazzata «Centauro II» | 136-я танковая дивизия «Центавр II» | май 1943 года       | сентябрь 1943 года    | В мае 1943 года создана как 1-я танковая дивизия чернорубашечников "М". 27 июня 1943 года переименована в 136-ю танковую дивизию. В военных действиях участия не принимала. Разоружена немецкими оккупантами 12 сентября 1943 года и фактически прекратила существование. |

## Организация и структура
Ниже на примере 131-й танковой дивизии «Чентауро» можно рассмотреть состав и организацию в разное время.

### Состав дивизии на момент формирования
- 31-й танковый полк [31 Reggimento Carristi]:
  - 1-й (7-й) легкотанковый батальон [I (VII) Battaglione Carri L]
  - 2-й (8-й) легкотанковый батальон [II (VIII) Battaglione Carri L]
  - 3-й (10-й) легкотанковый батальон [III (X) Battaglione Carri L]
  - 4-й (31-й) легкотанковый батальон [IV (XXXI) Battaglione Carri L]
- 5-й берсальерский полк [5 Reggimento Bersaglieri]:
  - 22-й мотоциклетный батальон [XXII Battaglione Motociclisti]
  - 14-й моторизованный батальон [XIV Battaglione Autoportato]
  - 24-й моторизованный батальон [XXIV Battaglione Autoportato]
- 131-й бронеартиллерийский полк [131 Reggimento Artiglieria Corazzata]:
  - 1-я группа (I Gruppo) (орудия 75/27)
  - 2-я группа (II Gruppo) (орудия 75/27)
  - 3-я группа (III Gruppo) (орудия 75/27)
- 131-я взвод боепитания [132 Sezione Sanita]
- 131-я санитарный взвод [132 Sezione Sussistenza]
- 79-я взвод карабинеров [79 Sezione carabinieri]
- 80-я взвод карабинеров [80 Sezione carabinieri]

### Состав дивизии (апрель1941 года)
- 31-й танковый полк [31 Reggimento Carristi]:
  - 1-й танковый батальон (L33/35)
  - 2-й танковый батальон (L33/35)
  - 4-й танковый батальон (M13/40)
- 1-й берсальерский полк [1 Reggimento Bersaglieri]:
  - 1-й мотоциклетный батальон
  - 7-й моторизированный батальон
  - 9-й моторизированный батальон
  - 131-я противотанковая рота
- 131-й артиллерийский полк
  - I дивизион 75-мм орудий
  - II дивизион 75-мм орудий
  - III дивизион 75-мм орудий

### Состав дивизии (август1942 года)
- бронеразведывательная часть (усиленный разведбатальон на бронеавтомобилях) «лёгкая кавалерия Лоди» [5° Reparto Esplorante Corazzato «Cavalleggeri di Lodi»]
- 31-й танковый полк [31° Reggimento Carristi]:
  - 14-й танковый батальон [XIV Battaglione Carri M] — танки М13/40
  - 15-й танковый батальон [XV Battaglione Carri M] — танки М14/41
  - 17-й танковый батальон [XVII Battaglione Carri M] — танки М14/41
- 5-й берсальерский полк [5° Reggimento Bersaglieri]:
  - 14-й моторизованный батальон [XIV Battaglione Autoportato]
  - 24-й моторизованный батальон [XXIV Battaglione Autoportato]
  - 21-й мотоциклетный батальон [XXI Battaglione Motociclisti]
- 131-й бронеартиллерийский полк [131° Reggimento Artiglieria Corazzata]:
  - 1-й дивизион [I Gruppo 75/27 (trainati)], вооружённый буксируемыми орудиями Cannone da 75/27
  - 2-й дивизион [II Gruppo 75/27 (trainati)], вооружённый буксируемыми орудиями Cannone da 75/27
  - 3-й дивизион [III Gruppo 105/28 (trainati)], вооружённый буксируемыми орудиями Cannone da 105/28
  - 554-й самоходный дивизион [DLIV Gruppo semoventi (su semoventi 75/18)], вооружённый Semovente da 75/18
- 31-й инженерный батальон [XXXI Battaglione del Genio]
- 131-й санитарный взвод [131? Sezione Sanita]
- 131-й взвод снабжения [131? Sezione Sussistenza]

### Состав дивизии (ноябрь1942 года)
- 31-й танковый полк [31 Reggimento Carristi]:
  - 13-й танковый батальон (XIII танковый батальон)
  - 14-й танковый батальон (XIV танковый батальон)
  - 15-й танковый батальон (XV танковый батальон)
- 5-й берсальерский полк
  - 14-й берсальерский моторизованный батальон
  - 22-й берсальерский моторизованный батальон
  - 24-й берсальерский моторизованный батальон
  - 5-я берсальерская мотоциклетная рота
  - 22-й моторизованный батальон поддержки
- 131-й артиллерийский полк
- 31-й моторизованный инженерный батальон
- моторизованный противотанковый батальон
- бронеавтомобильный батальон

## Вооружение и техника
Выбор боевой техники у итальянцев был невелик. Фактически до начала 1939 года основной и наиболее массовой единицей являлись оснащенные лишь пулемётами танкетки L3 известные как «Ансальдо», а также чуть более сотни морально устаревших легких танков FIAT 3000. Только с начала 1939 года в формирующиеся дивизии стали поступать новые средние (по национальной классификации), но реально легкие танки M11/39. С начала 1940 года к ним стали добавляться модернизированные танки M13/40. С 1941 года стали поступать усовершенствованные танки модели M14/41 и разведывательные бронеавтомобили Autoblinda AB41. Фактически обе модели танков (13/40 и 14/41) отличались друг от друга незначительно и имели одинаковое вооружение. С 1942 года в танковых дивизиях началось формирование самоходных дивизионов состоявших из самоходных артиллерийских установок Semovente da 75/18. Эти машины имея 75-мм орудие были уже куда более грозной силой, но их число было ничтожным.
Новая легкая бронетанковая техника в виде танков L6/40 и легких самоходок Semovente da 47/32 начали поступать в армию лишь к весне-лету 1942 года, когда успели устареть и годились лишь скорее в качестве средств разведки. С 1943 года в дивизии находившиеся в Италии стали поступать танки модели M15/42. В 1943 году во вновь формируемую 1-ю танковую дивизию «М» поступило некоторое количество немецких средних танков Pz.III ausf N, Pz.IV ausf G и самоходок StuG III ausf G. Более тяжелая техника (например танки P26/40) на вооружение дивизий поступить не успели, хотя, для этих целей, в августе 1943 года был сформирован 1-й тяжелый танковый батальон. Во вспомогательных службах дивизий имелось определённое количество грузовых и штабных автомобилей, артиллерийских тягачей, санитарного транспорта. Особенностью итальянской бронетехники было то, что во время маршей она шла не своим ходом, а её везли на специальных трейлерах (тяжелые грузовики с бортовыми прицепами, в том числе и специальными танковозными).

### Основные виды бронетехники и их характеристики
В приведенной ниже таблице указаны тактико-технические характеристики танков и бронеавтомобилей итальянского производства использовавшихся бронетанковыми дивизиями Королевской итальянской армией (Regio Esercito) в период с 1939 по 1943 годы.
| ТТХ итальянской бронетехники Второй мировой войны |                                         |                                                   |                                       |                                |                                |                                |                                                            |
|                                                   | L5/21 (L5/30)                           | L3/33 (35) (38)                                   | M11/39                                | M13/40                         | M14/41                         | L6/40                          | Autoblinda 40 (41)                                         |
| Размеры                                           |                                         |                                                   |                                       |                                |                                |                                |                                                            |
| Боевая масса, т                                   | 5,9                                     | 2,7-3,1 (3,5) (3,5)                               | 11,0                                  | 13,0                           | 14,0                           | 6,8                            | 7,5 (7,8)                                                  |
| Длина, м                                          | 3,75                                    | 3,16 (3,25) (3,25)                                | 4,48                                  | 4,91                           | 4,92                           | 3,82                           | 5,20                                                       |
| Ширина, м                                         | 1,67                                    | 1,40 (1,50) (1,50)                                | 2,18                                  | 2,20                           | 2,20                           | 1,68                           | 1,92                                                       |
| Высота, м                                         | 2,20                                    | 1,28 (1,30) (1,30)                                | 2,25                                  | 2,37                           | 2,37                           | 2,17                           | 2,48                                                       |
| Бронирование, мм                                  |                                         |                                                   |                                       |                                |                                |                                |                                                            |
| Лоб корпуса                                       | 16                                      | 12 (13) (13)                                      | 30                                    | 30                             | 45                             | 30                             | 8,5                                                        |
| Борта и корма корпуса                             | 16-20                                   | 9 (9) (9)                                         | 6-15                                  | 25                             | 25                             | 15                             | 8,5                                                        |
| Лоб башни                                         | 16                                      | нет башни                                         | 30                                    | 42                             | 45                             | 40                             | 18                                                         |
| Борта и корма башни                               | 16                                      | нет башни                                         | 30                                    | 30                             | 30                             | 40                             | 10                                                         |
| Крыша                                             | 15                                      | 5 (5) (5)                                         | 15                                    | 14                             | 14                             | 15                             | 6                                                          |
| Днище                                             | 15                                      | 5 (5) (5)                                         | 15                                    | 14-18                          | 14-18                          | 15                             | 6                                                          |
| Вооружение                                        |                                         |                                                   |                                       |                                |                                |                                |                                                            |
| Пушка                                             | 1 x 37-мм Vickers-Terni Mod. 30 37/40   | нет                                               | 1 × 37-мм Vickers-Terni Mod. 30 37/40 | 1 × 47-мм Mod.47/32            | 1 × 47-мм Mod.47/32            | 1 × 20-мм Breda Mod.35         | 1 × 20-мм Breda Mod.35 (версия AB 41)                      |
| Пулемёты                                          | 2 × 6,5-мм пулемёта Fiat (версия L5/21) | 2 × 6,5-мм пулемёта Fiat (2 x 8-мм) (1 x 13,2-мм) | 2 × 8-мм Breda Mod. 38                | 3 × 8-мм Breda Mod. 38         | 2 или 3 × 8-мм Breda Mod. 38   | 1 × 8-мм Breda Mod. 38         | 3 × 8-мм Breda Mod. 38 (версия AB 40 два пулемета в башне) |
| Боекомплект, выстрелов / патронов                 | 68 выстрелов                            | 2170 (2170/1896) (н/д)                            | 84 / 2808                             | 87 / 2892                      | 87 / н/д                       | 312 / 1560                     | 456 / н/д                                                  |
| Подвижность                                       |                                         |                                                   |                                       |                                |                                |                                |                                                            |
| Двигатель                                         | Fiat 63 л. с.                           | SPA 40/43/50 л. с.                                | SPA 8TV 105 л. с.                     | SPA 8TM40 125 л. с.            | SPA 15T 145 л. с.              | SPA 18VT 70 л. с.              | SPA ABM 78-88 л. с.                                        |
| Коробка передач                                   | Механическая 4 вперёд, 1 назад          | Механическая 4 вперёд, 1 назад                    | Механическая 4 вперёд, 1 назад        | Механическая 4 вперёд, 1 назад | Механическая 4 вперёд, 1 назад | Механическая 4 вперёд, 1 назад | Механическая 4 вперёд, 2 назад                             |
| Удельная мощность, л. с./т                        | 9,8                                     | 12,3 (13,4) (13,4)                                | 9,5                                   | 9,6                            | 10,1                           | 10,3                           | 10,4 (11,7)                                                |
| Максимальная скорость по шоссе, км/ч              | 24                                      | 40-42                                             | 32                                    | 30                             | 32                             | 42                             | 78                                                         |
| Средняя скорость по просёлку, км/ч                | н/д                                     | н/д                                               | н/д                                   | н/д                            | н/д                            | н/д                            | н/д                                                        |
| Запас хода по шоссе, км                           | 130                                     | 110 (150) (150)                                   | 210                                   | 210                            | 200                            | 150                            | 400                                                        |
| Запас хода по просёлку, км                        | н/д                                     | н/д                                               | н/д                                   | н/д                            | н/д                            | н/д                            | н/д                                                        |
| Удельное давление на грунт, кг/см²                | н/д                                     | н/д                                               | н/д                                   | н/д                            | н/д                            | н/д                            | н/д                                                        |
| Преодолеваемый ров, м                             | 1,3                                     | 1,4                                               | 2,1                                   | 2,1                            | 2,1                            | 1,8                            | н/д                                                        |
| Преодолеваемая стенка, м                          | н/д                                     | 0,65                                              | 0,8                                   | 0,8                            | 0,8                            | 0,7                            | 0,35                                                       |
| Преодолеваемый брод, м                            | 0,6                                     | 0,7-0,9 (0,7) (0,7)                               | 1,0                                   | 1,0                            | 1,0                            | 0,8                            | 0,7                                                        |

## Боевое применение
Значительная часть итальянских бронетанковых дивизий была разгромлена в Северной Африке, куда они были брошены в 1941—1942 годах для ведения кампании. Факторов разгрома было несколько. Это и слабое материально-техническое оснащение и отсутствие качественных средств связи, (а первое время у итальянских танкеток не было радиостанций), а также отсутствие современного опыта танкового боя у экипажей. Стоит отметить, что за всю Североафриканскую кампанию с 1940 по 1943 годы итальянцы потеряли около 2000 единиц бронетехники, если учитывать, что в этот же период итальянской промышленностью всего изготовлено чуть свыше 3000 единиц. 131-я дивизия до Африки успела поучаствовать в Греческой кампании 1940—1941 годов. 133-я дивизия воевала при во вторжении во Францию и Югославию. После разгрома в Африке сохранялись только 134-я дивизия «Фреччия» (в виде мобильной, поскольку её формирование как танковой так и не было завершено), 135-я «Ариете II» и 136-я «Чентауро II». Они были расформированы после капитуляции Италии в сентябре 1943 года.